# Pic de la Mina
El Pic de la Mina és una muntanya de 2.680,6 m d'altitud situada al Massís del Carlit, en el terme comunal de Portè, de la comarca de l'Alta Cerdanya, a la Catalunya del Nord.
Està situat a la zona occidental del terme comunal de Portè. El Pic de la Mina és un dels que fa d'enllaç del Massís del Carlit amb la carena axial dels Pirineus. És a prop al sud-oest del Pic de Fontfreda i també al sud-oest, més allunyat, del Coll de Pimorent. També es troba al nord-nord-oest del Pic de les Valletes. L'Estació d'esquí de Portè - Pimorent s'estén en el seu vessant nord-est, entre ell i el Coll de Pimorent.
És destí freqüent de moltes de les rutes d'excursionisme o d'esquí de muntanya del Massís del Carlit.